# Мулдава
Мулдава е село в Южна България. То се намира в община Асеновград, област Пловдив.

## География
Село Мулдава се намира в подножието на Родопите на 6 – 7 км източно от Асеновград. В планината над него е манастирът „Св. Петка Мулдавска“. През селото минава рекичка – Мулдавска, която се влива в язовир „40-те извора“, намиращ се на 2 – 3 км северозападно от селото.

## История
Районът на село Мулдава е бил обитаван от дълбока древност.  Със своите природни дадености -  климат, подходящи условия за живот, феномени, той е привлякъл едни от първите европейски заселници. В близост до днешното село в местността „40-те извора“ (на около 1,5 км западно) е разкрита праисторическа селищна могила от преди 8 500 години, при която е възникнало и съществувало селище през ранния неолит. Основни заслуги за излизането на бял свят на тази уникална находка има големия български археолог - праисторик проф. Петър Детев, който, освен селището, през 1967 г. разкрива и култов център. В него е намерена уникална керамична култова фигура на елен-сръндак във формата на проторитон, причислена към културата „Караново I“. Тя има внушителни размери (височина 55 см, дължина 65 см) и побира над 12 литра. Представлява богато украсен съд за течност (вероятно вино). Не по-малко интересни са и намерените на същото място други два артефакта - керамичен олтар изработено като факел (с куха дръжка) и чаша с три умба (полусфери) в основата ѝ над дъното, украсена с бяла охра. Трите съда са добре подкрепени от ритуален поднос и богато украсена купа. Откривателят им обуславя съществуването на древните фигури с култа към слънцето - Бог и обряд за плодородие, извършван в началото на пролетта и свързван с надеждите за плодородие.
В наши дни уникалните артефакти от култовия център при с. Мулдава вдъхновяват сина на откривателя на старината - Йордан Детев да създаде първото интерактивно видео в България, посветено на „Изкуството и археологията на Свещеното“. Според артдеятелът Й. Детев, който е и основател на  Международната фондация за българско наследство "Проф. П. Детев", отговорът на въпроса защо "основателите на Европа" избрали точно "Долът на 40-те извора" за свой първи култов център се крие на върха на планината, при хижа "Марциганица".  „Там има карстов извор, който от самия връх се скрива в недрата на Родопите, спуска се невидим по билото и... избликва(л) на около 3 км от полите ѝ, в Долът, в ЦЕЛИ 40 извора, прясна, целебна, свежа и студена (особено в жарките летни жеги на равнината), планинска вода. Истински феномен за първите жители.“ За жалост сега тези 40 извора са каптирани и чара на красивата долина се е поизпарил. Но можем да се докоснем до култовия обект и една от възможните причини за основаването му, поне във въображението си.
По-късно, хилядолетия след тези първи обитатели, природните богатства на тукашните земи били оценени и от траките, от племето беси. Интересно е, че те също избрали за място на светилище живописната и сакрална местност „40-те извора“. Това обяснява защо, освен праисторически находки, в местността са намерени много оброчни плочки на Тракийския конник, на Митра, на Зевс и Хера, оброчна плочка на Орел и др. Някои от култовите предмети доказват, че светилището е съществувало и през римската епоха. Приемствеността на традицията за почитане на свещеното място се доказва дори и в наше време. В края на XX в. в непосредствена близост до праисторическия култов център е построен параклис „Свети Три Светители“.
Друго тракийско светилище е имало на връх Св. Илия (760 м) на възвишението Анатема, над Мулдавския манастир „Св. Петка“. Там е намерен оброчен паметник, който представлява мраморна плоча с размери 30 х 80 см. От краткият надпис върху плочата се разбира, че това е оброчен дар на Аполон Кендрисийски - един от най-тачените богове в Филипополската област, в чест на когото е бил изграден храм в Филипополис и откъдето най-вероятно оброчният дар е бил донесен на мястото.  Днес на върха има параклис „Св. Илия“, изграден в края на XIX в. върху древното светилище. Наличието на параклис на високо място и по-специално името на патрона му, имайки се предвид установената закономерност, че в голяма част от параклисите, посветени на Св. Илия, са строени на мястото на езически светилище, потвърждава стародавната сакралност на мястото.
За пръв път от публикуваните и оповестени османски данъчни регистри, под името „Мулдава“, селото се споменава в подробния тимарски регистър на Пловдивско от 1570 г., където е посочено като част от мюлка на някой си Шах султан/Istanbul — Basbakanli osmanli arsivi – Tapu Tahrir defetrleri – BOA TD 494/. В същия документ е описа и на манастира над самото село – „Св. Петка Мулдавска“, от който научаваме, че към 1570 г., т.е. когато е съставян самият регистър, монашеския състав на обителта е бил в състав от 6 души/.
Сведения за селото има и в краткия иджмал авариз-джизие регистър на Пловдивско от 1622 г., в който Мулдава е упомената като село „Молдова“, спадащо към нахия Конуш и в регистъра е посочено с 6 християнски ханета/къщи/. – Istanbul – Arsiv Genel Mudurlugu Maliyeden mudevver defterler – BOA MAD 3398, s.4 – 15.
В подробния муфассал авариз регистър на Пловдивско от 1695 г., отново е отбелязано като „Село Молдова“ от нахия Конуш със записани под името му 9 християнски ханета/къщи/. – Istanbul – Arsiv Genel Mudurlugu Maliyeden mudevver defterler – BOA MAD 3604, s.114 – 136 с описите на селата от нахия Конуш на казата Филибе./Документите все още не са публикувани и обнародвани на български език. Личен архив на историка Любомир Василев от село Кочево, Пловдивско/.

## Религии
Преобладаващата част от населението е с мюсюлманско вероизповедание. Съотношението мюсюлмани-християни е 85:15.

## Културни и природни забележителности
В близост до селото се намира ловно-стрелкови комплекс „40-те извора“. Населението се занимава предимно със селскостопанска дейност, тъй като климатът и почвата в селото са благоприятни за отглеждане на овощни насаждения, лозя, краставици и тютюн.
Селото е с изградена инфраструктура, има асфалт, водопровод и канализация. Климатът е изключително мек през зимата и относително прохладен през лятото, което прави селото и околностите подходящи за туризъм. Особено атрактивен е маршрута до манастира „Света Петка“. В предание се посочва, че манастирът „Св. Петка Мулдавска" бил основан по време на второто Българско царство, най-вероятно през XIV век. Разположен е в дела Добростан на Западните Родопи, на около 2,5 км югозападно от Мулдава и на около 4 км югоизточно от Асеновград. Неколкократно е разрушаван и възстановяван. Манастирската църква (1979 г.) е изографисана през 1984 г. от тетевенски майстори. Манастирът е книжовно седалище през Възраждането. Свързан е с националноосвободителните войни и е посещаван от Васил Левски, чието скривалище е запазено. Наблизо под манастира „Св. Петка“ се намират и прочутите „Четиридесет извора" с останките от старо езическо светилище.
В близост до разклона за село Мулдава и разклона за язовир ”40-те извора” се намира параклисът „Св. Три Светители“, построен през 1998 година и е един от най-новите параклиси в историята на Асеновград. Счита се, че е най-малкият в региона. Досами него, през 1967 г. големия български археолог-праисторик проф. П. Детев откри култов център, основан преди цели 8300 години. Очевидно районът е привличал първите европейски заселници със своите природни дадености, климат, подходящи условия за живот, но и феномени, превърнали го в най-стария духовен център в Европа.

## Редовни събития
Честване на празниците: Курбан Байрам, Рамазан Байрам и Гергьовден.

## Личности
Значение за историята на района край Мулдава има проф. Петър Детев, който открива и извършва проучвания и разкопки на цели три праисторически селища – култовият център и селище-майка. Благодарение на неговите открития „Мулдавският елен“ влезе трайно в световната научна литература.

## Културно наследство
В селото действат два храма: църква и джамия. Параклиси в селото и околностите: „Св. св. Козма и Дамян“, „Св. Богородица“, „Св. Георги“, „Св. Атанас“, „Св. Никола“, „Св. Марина“, „Св. Петър“ и др.
Гергьовден се чества като празник на селото. На този ден идват посетители от различни кътчета на страната, за да видят традиционните народни борби между стотици младежи от цяла България.
Ежегодно в местната дъбова гора се извършва традиционен молебен за дъжд, който се посещава от хиляди гости.